# Maibara

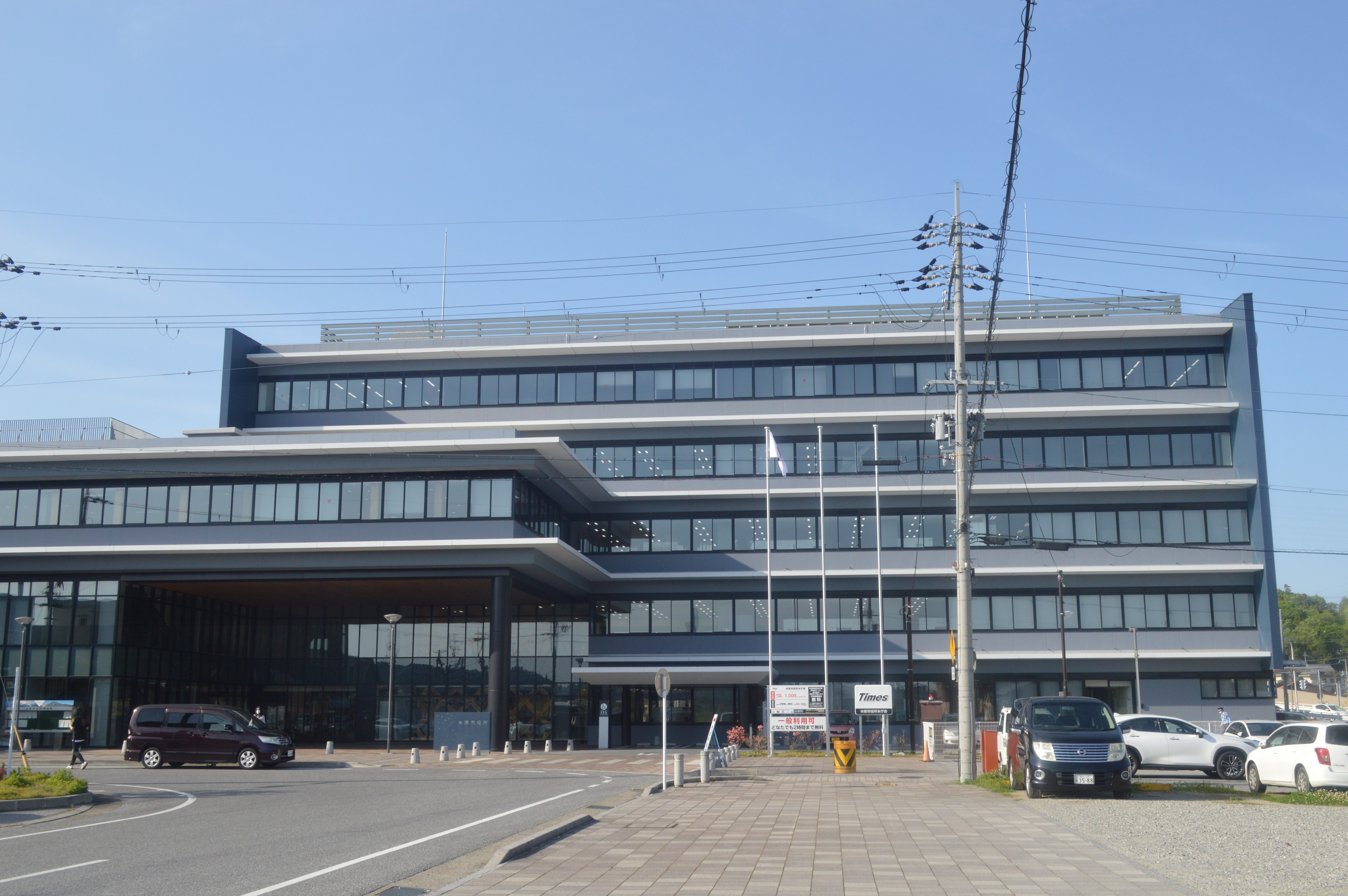
Ayuntamiento de Maibara.

Maibara (米原市 Maibara-shi?) es una ciudad localizada en la prefectura de Shiga, Japón. En junio de 2019 tenía una población de 37.944 habitantes y una densidad de población de 152 personas por km². Su área total es de 250,39 km².

## Historia
Maibara se fundó el 14 de febrero de 2005, tras la fusión de los antiguos pueblos de Maihara, Santō e Ibuki en el distrito de Sakata. El pueblo adyacente de Ōmi se unió con Maibata el 1 de octubre de 2005. La nueva ciudad recibió su nombre basado en el nombre de la estación del Shinkansen local, la estación de Maibara.

## Geografía
La ciudad se encuentra en la región noreste de la prefectura de Shiga. Su área ocupa un 5,1% del área total de Shiga. El lado oeste de la ciudad se extiende hasta el lago Biwa, mientras que su lado este montañoso hace frontera con Sekigahara, en la prefectura de Gifu.
El Monte Ibuki se encuentra en la parte noreste de la prefectura y es el accidente geográfico más característico de Maibara, y designado como una de las 100 montañas más famosas de Japón. Los ríos Ane y Amano desembocan en el lago Biwa, y sobre un 70% de la ciudad es tierra forestal. La ciudad, por lo tanto, cuenta con una abundancia de agua y vegetación. 

### Accidentes geográficos
Montañas
Monte Ibuki, Monte Ryōzen
Ríos
Río Ane, Río Amano, Río Yagura, Río Nyū
Lagos
Lago Biwa

### Localidades circundantes
- Prefectura de Shiga
  - Nagahama
  - Hikone
  - Taga
- Prefectura de Gifu
  - Ōgaki
  - Ibigawa
  - Sekigahara

## Demografía
Según datos del censo japonés, la población de Maibara se ha mantenido estable en los últimos años.
| Año del censo | Población |
| ------------- | --------- |
| 1995          | 40.557    |
| 2000          | 41.251    |
| 2005          | 41.009    |
| 2010          | 40.060    |
| 2015          | 38.719    |

## Transporte

### Ferrocarril

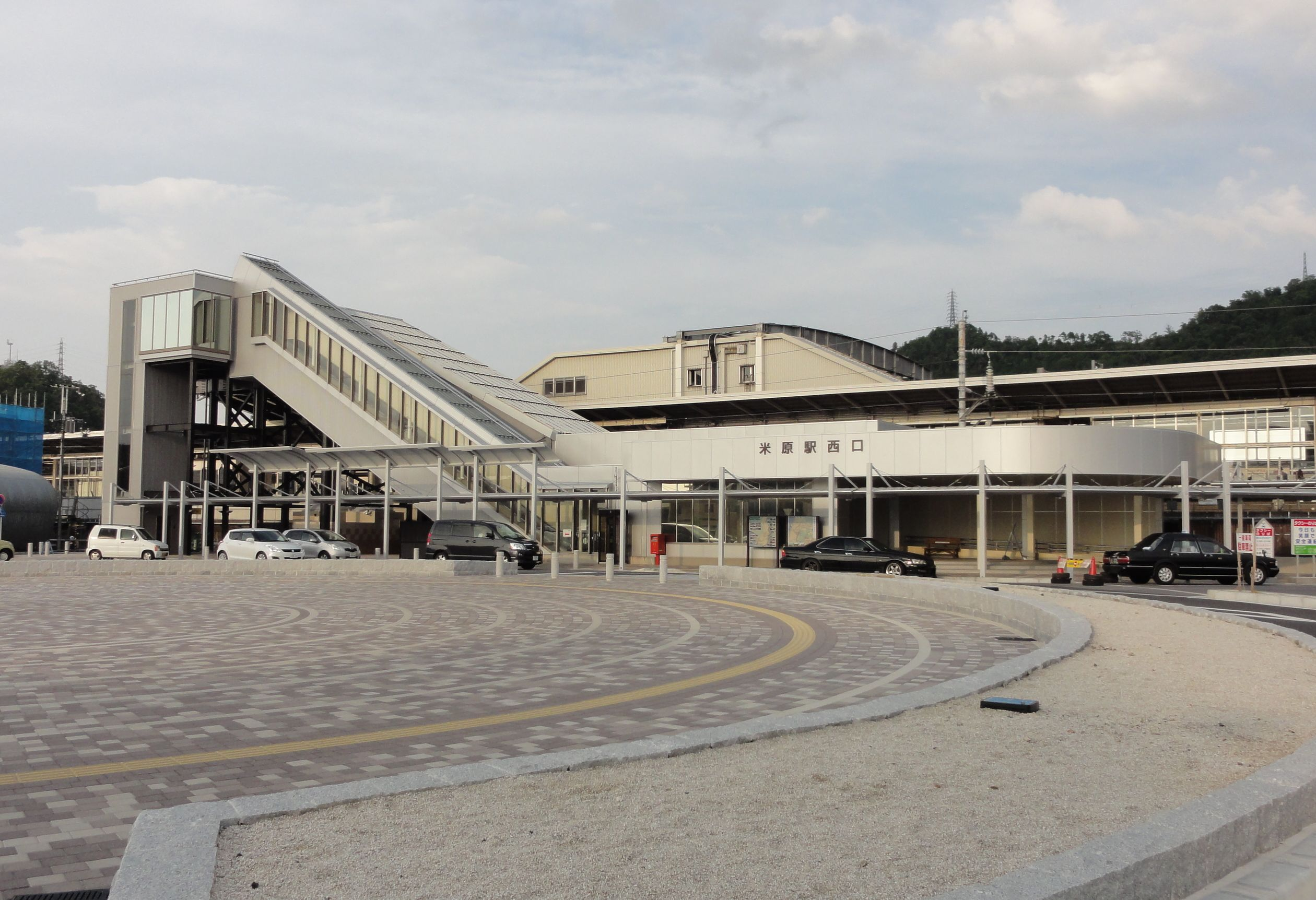
Entrada oeste de la estación de Maibara.

- Estación Central: Estación de Maibara

West Japan Railway Company (JR West)
- Línea Principal Hokuriku (Línea Biwako)
  - Estación de Maibara
  - Estación de Sakata

Central Japan Railway Company (JR Central)
- Tōkaidō Shinkansen
  - Estación de Maibara
- Línea Principal Tōkaidō
  - Estación de Maibara
  - Estación de Samegai
  - Estación de Ōmi-Nagaoka
  - Estación de Kashiwabara

Ohmi Railway
- Línea Principal
  - Estación de Maibara

### Carretera
Autovías Nacionales
Autovía de Meishin
Autovía de Hokuriku
Rutas Nacionales
Ruta Nacional 8
Ruta Nacional 21
Ruta Nacional 365
Carreteras Regionales
Carretera de Shiga 2 Tramo Ōtsu-Notogawa-Nagahama
Carretera de Shiga 17 Tramo Taga-Samegai
Carretera de Shiga 19 Tramo Sandō-Isshiki

## Turismo

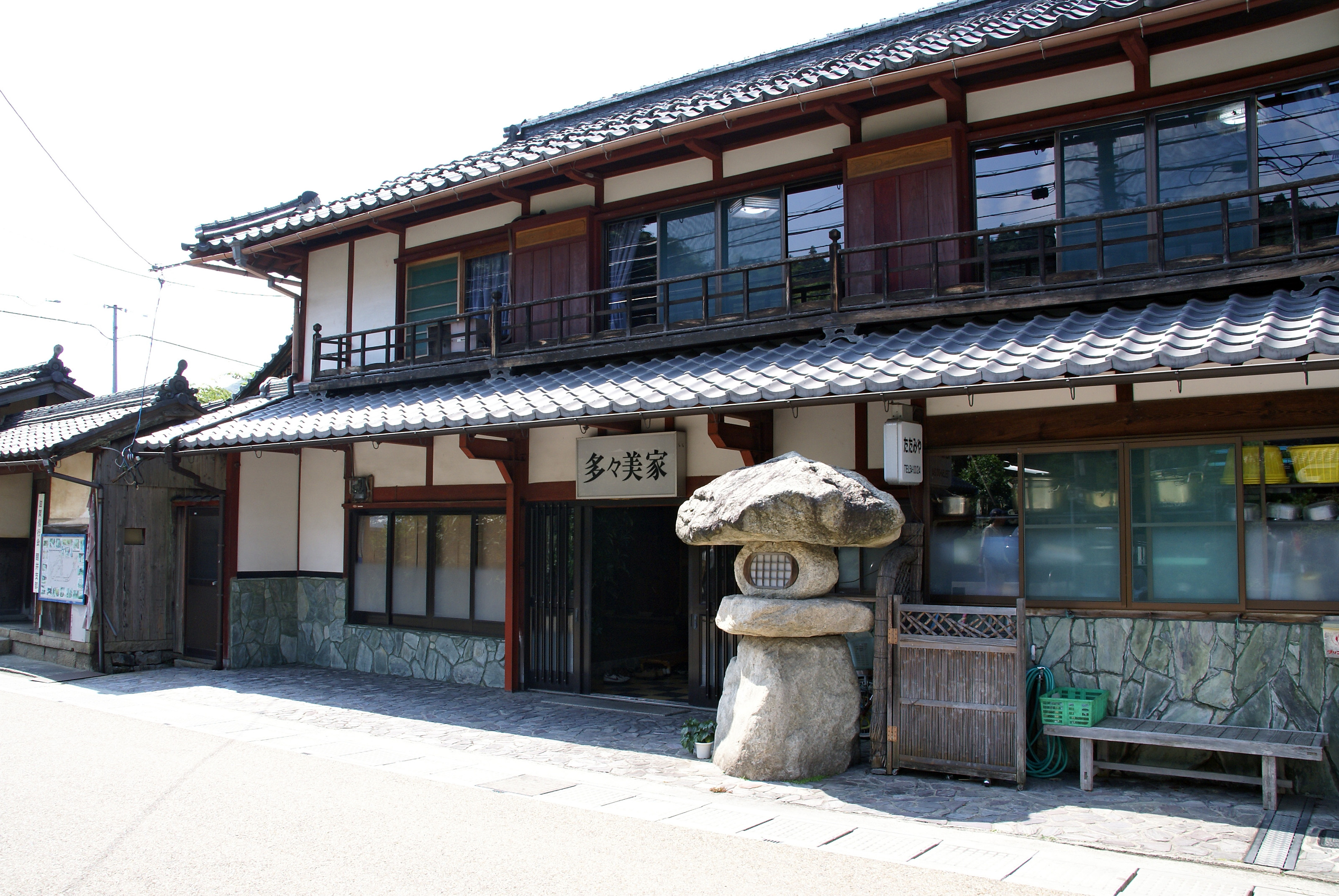
Samegai-juku.

Desde Tokio, se puede llegar a Maibara en unas dos horas y media vía el shinkansen. La ciudad tiene varios sitios de interés turístico.
- Monte Ibuki - Con una altura de 1.377,4 metros, el Monte Ibuki es la montaña más alta de Shiga y un sitio popular para esquiar en invierno e ir de acampada durante los meses cálidos. La cima tiene buenas vistas del lago Biwa. La estación más cercana es la estación de Omi-Nagaoka.
- Granja de truchas de Samegai - Establecida hace sobre un siglo, es la granja de truchas más grande de Asia y tiene muchos estanques de truchas.
- Posadas del Nakasendō - El Nakasendō fue un antiguo camino que unía Kioto con Edo (actualmente Tokio). El camino tenía 67 estaciones posada y tres de ellas se encontraban en Maibara: Kashiwabara, Samegai y Bamba. Hoy en día, se puede ver lo que queda de las posadas establecidas para los viajeros.
- Río Amano - En junio, las luciérnagas salen por las noches. Partes del río son áreas protegidas para las luciérnagas.
- Lago Biwa

## Festivales y eventos
- Flores de Samegai Baikamo - Flores bajo el agua que florecen en el río Jizo.
- Festival Maibara Hikiyama - Desfile de carrozas adornadas que contienen un pequeño escenario con kabuki interpretado por niños. Principios de octubre.